# Jeunesse sportive de Cherbourg
Maillots
Actualités
Dernière mise à jour : 10 février 2024.
La Jeunesse sportive cherbourgeoise Manche Handball est un club français de handball situé à Cherbourg-en-Cotentin dans le département de la Manche (région Normandie). Le club évolue depuis la saison 2014-2015 dans le Championnat de France Proligue (D2). Son équipe réserve évolue en Nationale 3 (5e division).

## Historique
La Jeunesse sportive Cherbourg Manche, est un club fondé en 1969 par Victor Pierre et Claude Chadée par la fusion des clubs Jean-Macé et Léo-Lagrange. Au terme de la saison 2008-2009 et pour la première fois de son histoire, le club (vainqueur de sa poule et sacré champion de France en Nationale 2) accède directement en Nationale 1.
Au terme de la saison 2013-2014, la JSC accède au championnat pro D2.
Le 22 avril 2020, Frédéric Bougeant s'engage pour une année (plus une autre en option) avec le club et entraîne ainsi pour la première fois une équipe masculine. Pour sa première saison, il permet au club de terminer à la 4e place de la saison régulière, synonyme de qualification pour la phase finale. Après avoir écarté Massy en barrages, le club est battu par Saran en demi-finale. Lors de la saison 2021-2022, l'équipe termine à la 2e place de la saison régulière. Vainqueur de Pontault-Combault en demi-finale, la JS est battue en finale par Sélestat qui obtient alors le second ticket d'accession en LNH. Malgré quelques tensions, Bougeant est prolongé pour deux saisons juste avant le Final Four de Proligue. Pourtant, quinze jours plus tard, l'entraîneur et le club décident, « d’un commun accord », de mettre un terme à leur collaboration.
En juillet 2022, Edu Roura devient l'entraîneur du club, succédant à Frédéric Bougeant.
Jusqu'à la fin de la saison 2021-2022, le club joue ses matchs au complexe sportif Chantereyne, construite en 1975 et d'une capacité d'environ 2600 spectateurs. Afin de procéder à la rénovation du complexe, le club joue à compter de 2022 au gymnase Jean-Jaurès à Équeurdreville-Hainneville, lui-même ayant été rénové durant huit mois pour une capacité de 1 975 places et un coût de 2,8 millions €. Le 20 septembre 2023, il est finalement décidé de la démolition totale du complexe sportif Chantereyne : la livraison, initialement prévue pour l'automne 2025, est finalement reportée à la rentrée 2026 tandis que le coût total du projet passe de 23,5 à 28,8 millions € HT.

## Bilan saison par saison
| Saison    | Niv. | Class.       | C. de France   | C. de la Ligue | Équipe réserve         |
| --------- | ---- | ------------ | -------------- | -------------- | ---------------------- |
| 2008-2009 | 4    | 1er, poule 2 | ...            | -              | ...                    |
| 2009-2010 | 3    | 9e, poule 1  | ...            | -              | ...                    |
| 2010-2011 | 3    | 3e, poule 1  | ...            | -              | ...                    |
| 2011-2012 | 3    | 6e, poule 1  | 1/16 de finale | -              | ...                    |
| 2012-2013 | 3    | 6e, poule 1  | 1/64 de finale | -              | ...                    |
| 2013-2014 | 3    | 1er, poule 2 | 1/32 de finale | -              | ...                    |
| 2014-2015 | 2    | 5e           | 1/16 de finale | -              | ...                    |
| 2015-2016 | 2    | 8e           | 1/32 de finale | -              | ...                    |
| 2016-2017 | 2    | 9e           | 1/16 de finale | 1/16 de finale | N3, 8e                 |
| 2017-2018 | 2    | 12e          | 1/32 de finale | 1/16 de finale | N3, 2e                 |
| 2018-2019 | 2    | 9e           | 1/16 de finale | 1/16 de finale | N2, 8e                 |
| 2019-2020 | 2    | 6e           | 1/8 de finale  | 1/16 de finale | N2, 10e, poule 2       |
| 2020-2021 | 2    | 4e           | non qualifié   | non disputée   | N2, arrêté             |
| 2021-2022 | 2    | 2e           | 1er tour       | non qualifié   | N2, 12e, poule 2       |
| 2022-2023 | 2    | 12e          | 1/16 de finale | supprimée      | N3, 3e, poule 3        |
| 2023-2024 | 2    | 5e           | 1/16 de finale |                | N3, Champion de France |

## Personnalités liées au club
- Présidents
  -  Denis Bastard : de 2005 à 2013
  -  André Baude : de 2013 à 2016
  -  Vincent Férey : président depuis 2016
- Entraîneurs
  -  Nicolas Tricon : de 2018 à 2020
  -  Frédéric Bougeant : de 2020 à 2022
  -  Eduard Fernández Roura : depuis 2022
- Joueurs
  -  Frédéric Beauregard : depuis 2019
  -  Omar Benali : de 2010 à 2012
  -  Malik Boubaiou : de 2013 à 2017
  -  László Fülöp : de 2015 à 2017
  -  Romain Guillard : de 2017 à 2020
  -  Justin Larouche : de 2018 à 2020
  -  Rabah Soudani : de 2014 à 2018
  -  Obrad Ivezić : de 2014 à 2015